# Santa Eufemia
Santa Eufemia er en by og kommune i det sydlige Spanien i provinsen Córdoba. Den har et indbyggertal på 710 (2024) indbyggere.